# 几丁质酶

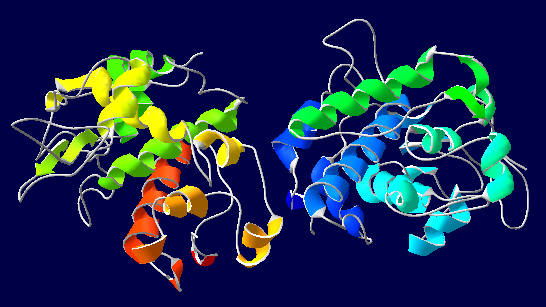
大麦种子中的几丁质酶

几丁质酶（英语：Chitinase；EC编号：3.2.1.14）是一种催化几丁质水解的酶，它能够断开几丁质中的糖苷键。

## 自然界分布
几丁质生物包括许多细菌（例如气单胞菌目、芽孢杆菌属、弧菌属等）。这些细菌具有致病性或者腐食性。它们入侵活的节肢动物、浮游动物或真菌，也可能会降解这些生物的残留物。
真菌，例如球虫科球菌，也具有降解性的几丁质酶，这与它们作为节肢动物病原体以及自身的潜力有关。
几丁质酶也存在于植物中（例如大麦种子中的几丁质酶：PDB：1CNS），其中一些是致病性（PR）蛋白被诱导系统性获得抗性的一部分，表达则是由NPR1基因和水杨酸途径介导的，两者均涉及对真菌和昆虫的抵抗力。其他植物几丁质酶可能需要产生真菌共生酶。
尽管哺乳动物不产生几丁质，但它们具有两种功能性几丁质酶：壳三糖苷酶（CHIT1）和酸性哺乳动物几丁质酶（AMCase），以及具有高度序列相似性但缺乏几丁质酶活性的类似几丁质酶的蛋白质（例如YKL-40）。

## 功能
像纤维素一样，几丁质是一种相对耐降解的生物聚合物， 尽管某些鱼类能够消化几丁质，但通常不会被动物消化。 目前认为，动物的几丁质消化需要细菌共生体和长时间的发酵，类似于反刍动物的纤维素消化。然而，几丁质酶已经从包括人类在内的某些哺乳动物的胃中分离出来。
几丁质酶活性还可以在人血和软骨中检测到。与植物几丁质酶一样，这可能与病原体抗性有关。

## 临床意义
人体产生的几丁质酶（称为“人几丁质酶”）可能与过敏有关，哮喘与几丁质酶表达水平提高有关。
人类几丁质酶可以解释某些最常见的过敏（尘螨，霉菌孢子等都含有几丁质）和蠕虫（寄生虫）感染之间的联系，这是卫生学假说的一种形式（蠕虫具有几丁质的口器以固定肠壁）。最后，植物中的几丁质酶和水杨酸之间的联系已经建立，但是水杨酸与人类过敏之间存在假想的联系。

## 真菌调节
调节因物种而异，并且在生物体内，具有不同生理功能的几丁质酶将处于不同的调节机制下。例如，参与维护（比如重塑细胞壁）的几丁质是构成表达的。但具有专门功用的酶，如降解外源性几丁质或参与细胞分裂的，需要精确的基因时空调控。
木霉的内切几丁质酶的调控依赖于N-乙酰葡萄糖酶，数据表明，在反馈循环中，几丁质的分解会产生N-乙酰葡萄糖胺，这有可能被采取并触发对chitinbiosidases的上调节。
在酿酒酵母和ScCts1p（酿酒酵母几丁质酶1）的调节中，几丁质酶其中之一是通过降解隔膜中的几丁质参与细胞分裂后的细胞分离。 由于这些几丁质酶在细胞分裂中很重要，因此必须进行严格的调节和激活。具体而言，在有丝分裂后期必须在子细胞中激活Cts1的表达，并且该蛋白必须位于隔膜的子位置。 为此，必须与其他控制细胞不同阶段的调节网络进行协调，如Cdc14早期相位释放（FEAR）、有丝分裂退出（MEN）和Ace2p（转录因子）和细胞形态生成（RAM）的调节。 总的来说，不同调节网络的整合使几丁质酶降解细胞壁的功能取决于细胞周期的阶段以及子细胞之间的特定位置。

## 食物中的分布
几丁质酶天然存在于许多常见食品中。例如，香蕉，栗子，奇异果，鳄梨，木瓜和西红柿都含有大量的几丁质酶，可以抵抗真菌和一些无脊椎动物的入侵。压力或环境信号（例如乙烯气体）可能会刺激几丁质酶产量的增加。
几丁质酶分子的某些部分，在植物防御中的功能相似，在结构上与橡胶乳胶中的促肝素或其他蛋白质几乎相同，可能会引发一种称为乳胶-水果综合征（latex-fruit syndrome）的过敏交叉反应。

## 应用
几丁质酶具有广泛的应用，其中一些已经被工业实现。这包括将几丁质生物转化为有用的产品（例如肥料），生产不过敏，无毒，可生物相容和可生物降解的材料（已经生产出具有这些质量的隐形眼镜，人造皮肤和缝合线）以及增强的杀虫剂和杀菌剂。
几丁质酶未来可能应用包括作为食品添加剂以延长保质期，哮喘和慢性鼻窦炎的治疗剂，抗真菌药物，抗肿瘤药物以及蛋白质工程中所使用的一般成分。